# 이사벨벌거숭이꼬리쥐
이사벨벌거숭이꼬리쥐 또는 이사벨자이언트쥐(Solomys sapientis)는 쥐과에 속하는 설치류의 일종이다. 솔로몬 제도의 산타 이사벨 섬에서만 발견된다.